# 天下第一 (電視劇)
《天下第一》是一部2005年首播、兩岸三地合拍的古裝武俠劇，由第一媒體控股有限公司、北京東王文化發展有限公司、國際文化交流音像出版社和中廣協會城市廣播電視台委員會聯合出品，香港導演鄧衍成、韋麗園執導，香港著名導演王晶製作，程小東擔任武術指導，李亞鵬、郭晉安、霍建華、葉璇、劉松仁、高圓圓及陳怡蓉等人主演。全劇以明朝中葉為背景，講述了當朝皇叔手下的四大高手“天、地、玄、黃”歷經江湖恩怨，挫敗把持朝政的東廠總管太監，不料卻牽出了一場谋朝篡位的驚天大陰謀。
本劇於2004年3月22日在江蘇無錫影視基地正式開機拍攝，同年6月21日殺青關機。2005年1月30日，本劇在大陸深圳電視台電視劇頻道率先開播，同年10月1日至4日在安徽衛視白天檔上星播出。台灣於同年2月14日在華視主頻八點檔首播，香港於2006年10月25日在無綫劇集台首播。

## 劇情簡介
明朝中葉，皇叔鐵膽神侯朱无视受先皇之命，創立“護龍山莊”，持“丹書鐵券”，“尚方寶劍”，權力凌駕所有朝廷機構。手下有四大密探：天、地、玄、黃。 
當時朝政被東廠太監總管曹正淳所把持，曹正淳自恃掌管東廠，權傾朝野，結黨營私，勾結貪官，無惡不作，因此與神侯誓不兩立，時刻找機會剷除護龍山莊。神侯則矢志要“清君側”，將他伏法以保社稷。 
時出雲國派一男一女高手來中土獻妃，其實背後另有陰謀，他們擄走太后，為難朝廷。而成是非也在因緣巧合之下，與皇帝御妹雲蘿郡主合謀，由他假扮太后，智退出雲國高手。雲蘿郡主與成是非也因此事成為愛侶，可是，成是非出身低微，要娶郡主，無疑是癩蝦蟆想食天鵝肉，受群臣反對。成是非憤而出走，懲貪官，殺污吏，雲蘿郡主亦為了忠於愛情而離宮找成是非，兩人攜手闖蕩江湖，樂也融融。 
段天涯在東瀛學武時，本與柳生但馬守的女兒柳生雪姬相戀，卻遭但馬守大力反對，雪姬還為了救天涯而死於但馬守刀下。段天涯為此在她墳前立誓終生不娶！而當段天涯付出雲國調查獻妃一案時，與但馬守狹路相逢，此刻仇人見面，但馬守自然不會放過這個機會，追殺段天涯，段天涯卻被柳生但馬守的小女兒柳生飄絮所救。原來飄絮當年早已愛上姊姊的愛人。飄絮三番四次不惜與父親但馬守反目，拯救段天涯的性命。段天涯禁不住將他對雪姬的愛，轉移到飄絮身上。但馬守老羞成怒，追殺天涯，卻反而喪命。段天涯則和飄絮結婚生子，辭官隱居於蛇島，而一直喜歡天涯的海棠則黯然回京。此時，一刀向她表露愛意，原來他早已暗戀海棠多年。 
於此同時，歸海一刀得知三名殺父仇人的下落前往尋仇，怎知三名殺父仇人都在他跟前自盡。他再三追查，終得悉殺父者乃自小把他撫養成人、愛他如命的母親。歸海一刀如遭雷殛，他如何能報仇？再者，他為報父仇練成“雄霸天下”刀法，自己像父親般走火入魔，控制不了心底的魔性。而當時京中也發生了許多血案，而種種證據接指向一刀，一刀為了表示清白並剷除魔性，不惜自斷右臂。 
但恐怖血案並沒有停止，連國舅及文華閣大學士也被殺，海棠心知一刀武功已失，擺明是敵人有意嫁禍給一刀及護龍山莊。曹正淳乘機發難，指責神侯失職，神侯請罪，自願囚於天牢。曹正淳獨攬大權，正想作反，幸神侯與四大密探合謀，設假死之局，騙倒曹正淳，把曹正淳誅滅。 
曹正淳死後，護龍山莊獨大，神侯此時才露出真面目……

## 演員表

### 主要角色
| 演員   | 角色     | 粵語配音 | 簡介 |
| 李亞鵬 | 段天涯   | 李錦綸   | “天字第一號”段天涯，冷靜沉著，自小由鐵膽神侯收養，在東瀛跟隨“伊賀派”學得忍術及“幻劍”後，加入“護龍山莊”，武功深不可測。在東瀛學武時，本與柳生但馬守的女兒柳生雪姬相戀，卻遭但馬守大力反對，雪姬為了救天涯而死於但馬守刀下。段天涯也立誓終生不娶。後因為柳生飄絮所救，與其朝夕相處，禁不住將他對雪姬的愛，轉移到飄絮身上。與飄絮結婚生子後，辭官隱居於蛇島。在飄絮說出對自己的欺騙並切腹時，悲慟不已。最後與歸海一刀一同掌管護民山莊。                                     |
| 霍建華 | 歸海一刀 | 黃啟昌   | “地字第一號”，高傲寡言，眉宇間帶點憂鬱，因少時父親歸海百煉被殺，他矢志要報父仇，刀法天下第一，殺人從不用使第二刀。得知殺父者乃自小把他撫養成人、愛他如命的母親後，幾近崩潰。而他因“雄霸天下”刀法而走火入魔，同時京中也發生了許多血案，一刀為了表示清白並剷除魔性，不惜自斷右臂。在海棠死後傷心欲絕，並誓言替她報仇。最後與段天涯一同掌管護民山莊。 |
| 葉 璇  | 上官海棠 | 原聲     | “玄字第一號”海棠，艷如桃李，機智過人，醫卜星相，無不通曉，平日卻作男裝打扮，主持“天下第一莊”，莊內人才濟濟，掌握天下機密。原本喜歡段天涯，發現段天涯已和柳生飄絮成親後，黯然回京。之後被神侯逼婚萬三千，但自己對他並無感情。後與歸海一刀兩情相悅。因發現柳生飄絮的陰謀而為其所殺。 |
| 郭晉安 | 成是非   | 原聲     | “黃字第一號”，本是市井人物，詼諧滑稽，不學無術卻機智玲瓏，因緣際會成為“不敗頑童”古三通的傳人，他一旦使出“金剛不壞神功”，便會渾身變成金色，變身成為金人，力大無窮，刀槍不入，武功潛力深不可測。在因緣巧合之下，與皇帝御妹雲蘿郡主結識並成為愛侶。然而成是非出身低微，要娶郡主，無疑是癩蝦蟆想食天鵝肉，受群臣反對。成是非憤而出走，懲貪官，殺污吏，雲蘿郡主亦為了忠於愛情而離宮找成是非，兩人攜手闖蕩江湖，樂也融融。最後與雲蘿郡主成親，成為郡馬爺。古三通與素心的兒子。 |
| 陳怡蓉 | 雲蘿郡主 | 鄭麗麗   | 皇帝的妹妹。因與成是非合謀巧退出雲國使者，而喜歡上成是非，但當時朝廷上下皆極力反對，雲蘿郡主為了和成是非在一起，不惜離宮與其闖蕩江湖。最後與成是非成親。 |

### 護龍山莊
| 演員   | 角色   | 粵語配音 | 簡介 |
| 劉松仁 | 朱無視 | 原聲     | 鐵膽神侯、護龍山莊莊主，正德皇帝之叔父，受先皇之命，創立“護龍山莊”，權力淩駕所有朝廷機構。武功高深，打败古三通后成為「天下第一」，手下有天地玄黃四大密探。在曹正淳死後才露出真面目，原來他老早不服先皇傳位給兒子，而不傳位給他，故而臥薪嘗膽二十年，圖謀篡位，而所有的人都是只是他的棋子，不管是親情，婚姻亦或是感情，都成了他權力鬥爭的棋子。最後因素心自盡而發瘋。其原型為當代謀反的寧王。 |
| 陳法蓉 | 素心   | 原聲     | 成是非的生母，古三通的妻子，後改嫁鐵膽神侯。在鐵膽神侯原形畢露時，為阻其惡行而自盡。 |

### 柳生家
| 演員     | 角色       | 粵語配音 | 簡介 |
| 倉田保昭 | 柳生但馬守 | 張炳強   | 東瀛但馬守，妄想成為東瀛武林霸主，而與鐵膽神侯合作。假死回歸後，與段天涯決戰，最後被其所殺。（历史上确有其人，但死于明朝灭亡后）       |
| 黃聖依   | 柳生雪姬   | 曾秀清   | 柳生但馬守的長女，段天涯的妻子，為了救天涯而死於但馬守刀下。                                                                           |
| 高圓圓   | 柳生飄絮   | 曾佩儀   | 柳生但馬守的幼女。原奉父命接近並下嫁段天涯，後卻不自覺對其動真情。殺了很多人，嫁禍歸海一刀。最後因被天涯揭穿陰謀，自覺慚愧而切腹自盡。 |
| 張亞鵬   | 柳生十兵衛 | 黎景全   | 柳生但馬守的長子。与段天涯起冲突被其所杀。（历史上确有其人，但死于明朝灭亡后）                                                         |

### 朝廷
| 演員   | 角色       | 粵語配音 | 簡介 |
| 鄧 超  | 明武宗     | 雷霆     | 當今皇帝，因滿朝官宦皆懷狼子野心，皇帝為自保而裝瘋賣傻，私下與四大密探合作，最後順利剷除朱無視。 |
| 李建義 | 曹正淳     | 林保全   | 東廠太監總管，自身武学深厚，有五十年天罡童子功功力，權傾朝野，結黨營私，勾結貪官，無惡不作，因此與神侯誓不兩立，時刻找機會剷除護龍山莊。因神侯自願囚於天牢而獨攬大權，預謀造反，卻中了神侯的假死之局，後被神侯及四大密探誅滅。 |
| 唐 群  | 孝成敬皇后 | 黃鳳英   | 皇太后 |

### 其他角色
| 演員   | 角色     | 粵語配音 | 簡介 |
| 張衛健 | 古三通   | 原聲     | 年輕時的古三通，號稱不敗頑童，武功非常高強，真正的「天下第一」。臨死前將畢生武學傳予成是非，但至死不知道成是非是自己的儿子。 |
| 湯鎮業 | 萬三千   | 原聲     | 上官海棠的丈夫，婚後善待海棠，但卻始終得不到海棠的心。在海棠死後，為替其報仇而與鐵膽神侯反目。湘西四鬼主人。被铁胆神侯杀死。 |
| 詹金泉 | 小林全   | 劉昭文   | |
| 傅芳玲 | 小奴     | 黎桂芳   | |
| 李思蓓 | 利秀公主 | 原聲     | |
| 譚建昌 | 張進酒   | 招世亮   | 因发现柳生飘絮是杀害上官海棠的凶手，被柳生但马守灭口。                                                                       |

## 電視劇歌曲
| 曲序 | 曲目                   |              | 作曲        | 演唱者 |
| ---- | ---------------------- | ------------ | ----------- | ------ |
| 1.   | 《你的第一》（片頭曲） | 罗坚、李焯雄 | Hideaki Koh | 霍建华 |
| 2.   | 《想我的理由》（插曲） | 李焯雄       | 欧阳业俊    | 张信哲 |
| 3.   | 《残酷的美好》（插曲） | 王智翔       | 洪敬尧      | 满文军 |
| 4.   | 《那时候》（插曲）     | 黄汉青       | 黄汉青      | 霍建华 |
| 5.   | 《懂我》（插曲）       |              |             | 满文军 |

## 外部連結
- 《天下第一》搜狐專題 （页面存档备份，存于）
- 豆瓣电影上《天下第一》的資料 （简体中文）
- 互联网电影数据库（IMDb）上《天下第一》的资料（英文）

## 作品的變遷
| 華視 每週一至週五 20:00            | 華視 每週一至週五 20:00                | 華視 每週一至週五 20:00 |
| ---------------------------------- | -------------------------------------- | ----------------------- |
|                                    | 天下第一 （2005.02.14 - 2005.03.30）   |                         |
| 雙響炮 （2004.12.15 - 2005.02.04） | 生命的太陽 （2005.03.31 - 2005.07.07） |                         |

| 臺灣 華視 星期六到. 10:00 - 12:00 (120分鐘/18集) | 臺灣 華視 星期六到. 10:00 - 12:00 (120分鐘/18集)                                | 臺灣 華視 星期六到. 10:00 - 12:00 (120分鐘/18集) |
| ------------------------------------------------ | ------------------------------------------------------------------------------- | ------------------------------------------------ |
|                                                  | 天下第一 （2013.05.18 - 2013.07.14）                                            |                                                  |
| 天師鍾馗 （2013.03.09 - 2013.05.12）             | 軒轅劍之天之痕 （2013.07.20 - 2013.09.07） 陸貞傳奇 （2013.09.08 - 2014.01.08） |                                                  |

| 無綫電視翡翠台 凌晨時段（星期一到五03:15-04:15）劇集 | 無綫電視翡翠台 凌晨時段（星期一到五03:15-04:15）劇集 | 無綫電視翡翠台 凌晨時段（星期一到五03:15-04:15）劇集 |
| ---------------------------------------------------- | ---------------------------------------------------- | ---------------------------------------------------- |
|                                                      | 天下第一 （2007.03.07 - 2007.04.17）                 |                                                      |
| ––– –––                                              | ––– –––                                              |                                                      |